# 王喻
王喻（？—？），字□山，四川華陰人，明朝政治人物。

## 生平
四川丙子科鄉試舉人。萬曆二十年（1592年），登壬辰科第三甲第二百三十九名進士，授河南新野知縣。

## 家族
曾祖王德昂；祖父王純；父王文翰。